# Trialetien

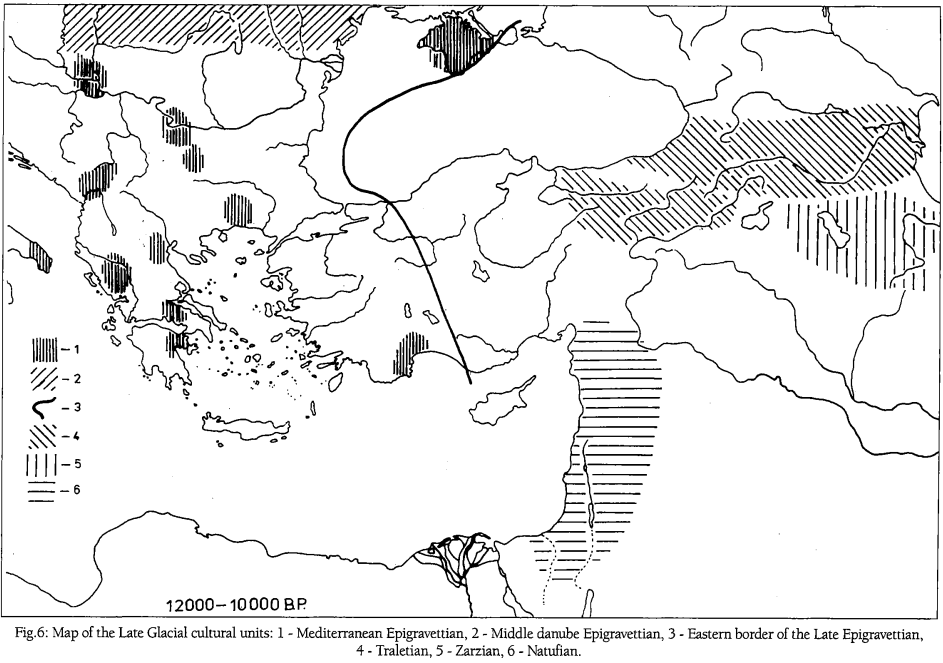
Verbreitung

Trialetien (englisch Trialetian) ist der Name für eine jungpaläolithisch-epipaläolithische Steingeräte-Industrie aus einem Gebiet südlich des Kaukasus und nördlich des Zagros. Versuchsweise wurde es der Zeit zwischen 14.000/11.000 und 6.000 v. Chr. zugeordnet. Der Name der archäologischen Kultur geht auf Fundstätten im Distrikt Trialeti im südgeorgischen Chrami-Becken zurück. Zu diesen Fundstätten zählen Barmaksyzkaya und Edzani-Zurtaketi, wobei in Edzani ein erheblicher Anteil der ausschließlich jungpaläolithischen Artefakte aus Obsidian besteht.
Dem kaukasisch-anatolischen Areal des Trialetien stehen das irakisch-iranische des Zarzien im Osten und Süden sowie das des levantinischen Natufien im Südwesten gegenüber. Insgesamt ist die Kultur nur mäßig dokumentiert. Hingegen zeigen jüngere Ausgrabungen im Tal des Qwirila, also nördlich des Gebietes des Trialetien, mesolithischen Charakter. Diese Gruppen basierten auf der Jagd nach Capra caucasica, Wildschwein und Braunbär.

## Belege
1. ↑  Anna Stolberg: Glossar In: Vor 12.000 Jahren in Anatolien. Die ältesten Monumente der Menschheit, Badisches Landesmuseum Karlsruhe (Hrsg.), Stuttgart 2007, S. 375–377, hier: S. 377.
2. ↑  Frédérique Brunet: Asie centrale: vers une redéfinition des complexes culturels de la fin du Pléistocène et des débuts de l’Holocène, in: Paléorient 28,2 (2002) 9-24.
3. ↑  Nikolay I. Burchak-Abramovich, Oleg Grigor'evich Bendukidze: Fauna epipaleoliticheskoy stoyanki Zurtaketi, in: SANGSSR 55,3 (1969) 32-33.
4. ↑  Karine Khristoforovna Kushnareva: The Southern Caucasus in Prehistory. Stages of Cultural and Socioeconomic Development from the Eighth to the Second Millennium B.C. University of Pennsylvania Museum of Archaeology, 1997, S. 9.
5. ↑  Nach Henri de Cotenson in: Syria, tomus 80, 2003, 270-271, hier: S. 271; Besprechung zu Marcel Otte (Hrsg.): Préhistoire d’Anatolie. Genèse de deux mondes. Actes du Colloque international, Liège, 28 avril-3 mai 1997. Liège 1998.
6. ↑  Alan H. Simmons hält sie sogar für „very poorly documented“ (Alan H. Simmons: The Neolithic Revolution in the Near East. Transforming the Human Landscape, University of Arizona Press, 2011, S. 53).
7. ↑  Ofer Bar-Yosef: Upper palaeolithic hunter-gatherers in western Asia, in: Vicki Cummings, Peter Jordan, Marek Zvelebil (Hrsg.): The Oxford Handbook of the Archaeology and Anthropology of Hunter-Gatherers, Oxford University Press, 2014, S. 252–278, hier: S. 265 f.